# Норман Фостър
Норман Фостър (на английски: Norman Foster) е виден английски архитект.

## Биография
Роден е на 1 юни 1935 година в Стокпорт, Манчестър, Англия. Завършва Йейлския университет като магистър по архитектура. През 1967 г. основава ателието „Foster and Partners“.
Фостър е провъзгласен за рицар през 1990 г., а през 1999 му се дава пожизнена титла барон.
Той е вторият британски архитект, който печели наградата „Стърлинг“ (на английски: Stirling Prize) два пъти – веднъж през 1998 и втори път през 2004 г. През 1999 г. печели наградата „Прицкер“ (на английски: Pritzker) за цялостно творчество. Също така е член на Chartered Society of Designers и носител на най-високото им отличие – медала „Минерва“ (на английски: Minerva Medal).
Фостър е известен на британските таблоиди като „Люлеещият се лорд“, заради конструктивните проблеми с неговия Millenium Bridge в Лондон.

## Проекти в България
През 2008 – 2009 г. името на Фостър и компанията му е предмет на шумна дискусия във връзка с проекта за застрояване на Кара дере. Кара дере е един от последните плажове по Черноморието, незасегнати от строителния бум. Според проекта на Фостър, който работи по него в сътрудничество с арх. Георги Станишев, брат на тогавашния премиер, на Кара дере трябва да бъдат построени 5 „екоселища“ с по 1100 къщи. Екоактивисти протестират, тъй като земите там влизат в системата на Натура 2000 и в случай, че бъде реализиран, проектът застрашава екологичното разнообразие, както на флората, така и на фауната. От опозиционната ДСБ искат Сергей Станишев да се яви пред парламента и да поясни има ли конфликт на интереси предвид роднинската му връзка с един от изпълнителите. Иван Костов прави паралел с братята Милен и Георги Велчеви, които по време на мандата на НДСВ изграждат хотелиерска империя. Проектът е замразен.
Норман Фостър участва и в големия конкурс за Многофункционален комплекс – вторичен столичен център, проведен през 2009 г.

## Галерия
- „Комерцбанк“ във Франкфурт, Германия (1991 – 1997)
- Купол на Райхстага, Берлин, Германия (1999)
- Банко Куидад
- Училището за мениджмънт „Еванс Хол“ на Йейлския университет (2014)
- Хотел „Хилтън“ във Валенсия, Испания
- Квартал „Санта Джулия“ в Милано, Италия
- Сградата на Суис РЕ в Лондон